# 14479 Plekhanov
A 14479 Plekhanov (korábbi nevén 1994 CQ13) a Naprendszer kisbolygóövében található aszteroida. Eric Walter Elst fedezte fel 1994. február 8-án.

## Kapcsolódó szócikk
- Kisbolygók listája (14001–14500)